# König Drosselbart
Rei Barba-de-Tordo ou Rei bico-de-tordo (às vezes erroneamente traduzido como Rei Barba-de-Melro) é um conto de fadas alemão compilado pelos Irmãos Grimm. É o conto número 52 (KHM 52). Conta a história de uma princesa arrogante que despreza todos seus pretendentes e acaba sendo entregue a um mendigo. Enquadra-se no Tipo 900 do Sistema Aarne-Thompson-Uther (ATU) de classificação de contos folclóricos, sobre esposas obstinadas que aprendem a obedecer.

## Origem
A história foi publicada pelos Irmãos Grimm na primeira edição de Kinder- und Hausmärchen em 1812, e ligeiramente modificada na segunda edição de 1819. Suas fontes foram a família Hassenpflug de Hanau, suplementada por Ludowine Haxthausen e por  Dorothea Wild, amiga e futura esposa de Wilhelm Grimm.

## História
Uma princesa orgulhosa e arrogante despreza todos seus pretendentes. Num banquete organizado pelo rei a fim de achar um marido para a filha, esta rejeita a todos, achando um muito gordo, outro muito alto, ainda outro muito baixo, etc. Zomba até de um rei com queixo curvo dizendo que "ele tem um queixo como o bico de um tordo (Drossel em alemão)", apelidando-o de Drosselbart ("barba de tordo"). O rei seu pai, enfurecido com a filha, resolve "que ela teria como seu marido o primeiro mendigo que viesse a sua porta", e de fato ela é entregue a um violinista que pedia esmolas e vai ter que "comer o pão que o diabo amassou", ou seja, viver uma vida de pobre, com a qual não está acostumada. Mas no final se revela que tudo não passou de um estratagema e que o "mendigo" era o "rei Barba de Tordo" disfarçado, e o conto termina com final feliz.